# 2016–2017-es női EHF-bajnokok ligája (csoportkör)
Ez a cikk ismerteti a 2016–2017-es női EHF-bajnokok ligája csoportköreinek az eredményeit.

## Formátum
A csoportkörben a 16 részt vevő csapatot négy darab négycsapatos csoportra osztották. A csoporton belül a csapatok oda-vissza vágós rendszerű körmérkőzést játszottak egymással. A csoportok első három helyezettjei jutottak a középdöntőbe, ahová az egymás ellen elért eredményeiket továbbvitték.
Azonos pontszám esetén az alábbiak szerint döntik el a sorrendet:
1. Egymás elleni mérkőzéseken szerzett több pont,
2. Egymás elleni mérkőzések alapján számolt gólkülönbség,
3. Egymás elleni mérkőzéseken lőtt több gól,
4. A csoport összes meccse alapján számolt gólkülönbség,
5. A csoportban lőtt gólok száma,
6. Sorsolás.

## Csoportkör

### Kiemelések
A csoportkör sorsolásakor alkalmazott kiemeléseket az alábbi táblázat tartalmazza. A sorsolást 2016. július 1-jén tartották Bécsben.
| 1-es kalap                           | 2-es kalap                                                | 3-as kalap                                                   | 4-es kalap                                              |
| ------------------------------------ | --------------------------------------------------------- | ------------------------------------------------------------ | ------------------------------------------------------- |
| Budućnost Győri ETO Vardar Larvik HK | CSM București Team Esbjerg GK Asztrahanocska Thüringer HC | FTC-Rail Cargo Hungaria Metz Handball Midtjylland IK Sävehof | Rosztov-Don Glassverket IF HC Leipzig RK Krim Ljubljana |

### A csoport
| #  | Csapat              | M | Gy | D | V | G+  | G–  | Gk  | P  |
| -- | ------------------- | - | -- | - | - | --- | --- | --- | -- |
| 1. | Budućnost Podgorica | 6 | 5  | 0 | 1 | 158 | 136 | +22 | 10 |
| 2. | Metz Handball       | 6 | 4  | 0 | 2 | 146 | 133 | +13 | 8  |
| 3. | Thüringer HC        | 6 | 3  | 0 | 3 | 148 | 153 | –5  | 6  |
| 4. | Glassverket IF      | 6 | 0  | 0 | 6 | 128 | 158 | –30 | 0  |

| 2016. október. 15. 17:00 | Budućnost Podgorica | 21–19       | Metz Handball   | Morača Sports Center, Podgorica Nézőszám: 1800 Játékvezetők: Năstase, Stancu (ROU) |
| 2016. október. 15. 17:00 | Bulatović 10        | (11–10)     | három játékos 3 | Morača Sports Center, Podgorica Nézőszám: 1800 Játékvezetők: Năstase, Stancu (ROU) |
| 2016. október. 15. 17:00 | 2× 3×               | Jegyzőkönyv | 2× 2×           | Morača Sports Center, Podgorica Nézőszám: 1800 Játékvezetők: Năstase, Stancu (ROU) |

| 2016. október. 16. 14:00 | Thüringer HC       | 24–16       | Glassverket IF | Wiedigsburghalle, Nordhausen Nézőszám: 1300 Játékvezetők: Praštalo, Todorović (BIH) |
| 2016. október. 16. 14:00 | Luzumová, Pintea 4 | (10–4)      | Christensen 8  | Wiedigsburghalle, Nordhausen Nézőszám: 1300 Játékvezetők: Praštalo, Todorović (BIH) |
| 2016. október. 16. 14:00 | 5× 2× 1×           | Jegyzőkönyv | 6× 3×          | Wiedigsburghalle, Nordhausen Nézőszám: 1300 Játékvezetők: Praštalo, Todorović (BIH) |

| 2016. október. 22. 18:30 | Metz Handball | 25–18       | Thüringer HC   | Arènes de Metz, Metz Nézőszám: 3623 Játékvezetők: Marić, Mašić (SRB) |
| 2016. október. 22. 18:30 | Gros, Smits 6 | (11–10)     | Niederwieser 4 | Arènes de Metz, Metz Nézőszám: 3623 Játékvezetők: Marić, Mašić (SRB) |
| 2016. október. 22. 18:30 | 1× 3×         | Jegyzőkönyv | 1× 3×          | Arènes de Metz, Metz Nézőszám: 3623 Játékvezetők: Marić, Mašić (SRB) |

| 2016. október. 22. 18:30 | Glassverket IF   | 23–30       | Budućnost Podgorica | Drammenshallen, Drammen Nézőszám: 1155 Játékvezetők: Vranes, Wenninger (AUT) |
| 2016. október. 22. 18:30 | Haraldsdóttir 11 | (11–13)     | Jauković 5          | Drammenshallen, Drammen Nézőszám: 1155 Játékvezetők: Vranes, Wenninger (AUT) |
| 2016. október. 22. 18:30 | 4× 3× 1×         | Jegyzőkönyv | 5× 3×               | Drammenshallen, Drammen Nézőszám: 1155 Játékvezetők: Vranes, Wenninger (AUT) |

| 2016. október. 30. 14:00 | Thüringer HC | 26–32       | Budućnost Podgorica | Wiedigsburghalle, Nordhausen Nézőszám: 1500 Játékvezetők: Erdoğan, Özdeniz (TUR) |
| 2016. október. 30. 14:00 | Luzumová 8   | (11–21)     | Neagu 8             | Wiedigsburghalle, Nordhausen Nézőszám: 1500 Játékvezetők: Erdoğan, Özdeniz (TUR) |
| 2016. október. 30. 14:00 | 1× 3×        | Jegyzőkönyv | 2× 2×               | Wiedigsburghalle, Nordhausen Nézőszám: 1500 Játékvezetők: Erdoğan, Özdeniz (TUR) |

| 2016. október. 30. 15:00 | Glassverket IF          | 22–24       | Metz Handball | Reistad Arena, Lier Nézőszám: 570 Játékvezetők: Alpaidze, Berezkina (RUS) |
| 2016. október. 30. 15:00 | Bjørnsen, Christensen 4 | (8–15)      | Gros 7        | Reistad Arena, Lier Nézőszám: 570 Játékvezetők: Alpaidze, Berezkina (RUS) |
| 2016. október. 30. 15:00 | 7× 2×                   | Jegyzőkönyv | 4× 2×         | Reistad Arena, Lier Nézőszám: 570 Játékvezetők: Alpaidze, Berezkina (RUS) |

| 2016. november. 05. 18:30 | Metz Handball | 25–19       | Glassverket IF | Arènes de Metz, Metz Nézőszám: 3460 Játékvezetők: Florescu, Stoia (ROU) |
| 2016. november. 05. 18:30 | Luciano 8     | (12–10)     | Bjørnsen 6     | Arènes de Metz, Metz Nézőszám: 3460 Játékvezetők: Florescu, Stoia (ROU) |
| 2016. november. 05. 18:30 | 2× 3×         | Jegyzőkönyv | 2× 3×          | Arènes de Metz, Metz Nézőszám: 3460 Játékvezetők: Florescu, Stoia (ROU) |

| 2016. november. 06. 17:00 | Budućnost Podgorica | 28–19       | Thüringer HC | Morača Sports Center, Podgorica Nézőszám: 3200 Játékvezetők: Christiansen, Hansen (DEN) |
| 2016. november. 06. 17:00 | Bulatović 6         | (17–8)      | Schmelzer 4  | Morača Sports Center, Podgorica Nézőszám: 3200 Játékvezetők: Christiansen, Hansen (DEN) |
| 2016. november. 06. 17:00 | 4× 3×               | Jegyzőkönyv | 3× 3×        | Morača Sports Center, Podgorica Nézőszám: 3200 Játékvezetők: Christiansen, Hansen (DEN) |

| 2016. november. 11. 19:00 | Metz Handball | 28–25       | Budućnost Podgorica | Arènes de Metz, Metz Nézőszám: 4656 Játékvezetők: Bonifert, Oláh (HUN) |
| 2016. november. 11. 19:00 | Pop-Lazić 8   | (14–16)     | Bulatović 7         | Arènes de Metz, Metz Nézőszám: 4656 Játékvezetők: Bonifert, Oláh (HUN) |
| 2016. november. 11. 19:00 | 2× 2×         | Jegyzőkönyv | 8× 3× 1×            | Arènes de Metz, Metz Nézőszám: 4656 Játékvezetők: Bonifert, Oláh (HUN) |

| 2016. november. 13. 18:15 | Glassverket IF  | 27–33       | Thüringer HC             | Drammenshallen, Drammen Nézőszám: 437 Játékvezetők: Pech, Vagvölgyi (HUN) |
| 2016. november. 13. 18:15 | Haraldsdóttir 7 | (12–15)     | Luzumová, Niederwieser 6 | Drammenshallen, Drammen Nézőszám: 437 Játékvezetők: Pech, Vagvölgyi (HUN) |
| 2016. november. 13. 18:15 | 3× 2×           | Jegyzőkönyv | 4× 3×                    | Drammenshallen, Drammen Nézőszám: 437 Játékvezetők: Pech, Vagvölgyi (HUN) |

| 2016. november. 18. 19:00 | Budućnost Podgorica | 22–21       | Glassverket IF       | Morača Sports Center, Podgorica Nézőszám: 1500 Játékvezetők: Kijauskaitė, Žalienė (LTU) |
| 2016. november. 18. 19:00 | Jauković 6          | (14–9)      | Christensen, Wolff 4 | Morača Sports Center, Podgorica Nézőszám: 1500 Játékvezetők: Kijauskaitė, Žalienė (LTU) |
| 2016. november. 18. 19:00 | 3× 3×               | Jegyzőkönyv | 2×                   | Morača Sports Center, Podgorica Nézőszám: 1500 Játékvezetők: Kijauskaitė, Žalienė (LTU) |

| 2016. november. 19. 14:00 | Thüringer HC | 28–25       | Metz Handball | Wiedigsburghalle, Nordhausen Nézőszám: 1700 Játékvezetők: Kurtagic, Wetterwik (SWE) |
| 2016. november. 19. 14:00 | Houette 7    | (15–11)     | Gros 7        | Wiedigsburghalle, Nordhausen Nézőszám: 1700 Játékvezetők: Kurtagic, Wetterwik (SWE) |
| 2016. november. 19. 14:00 | 5× 2× 1×     | Jegyzőkönyv | 3× 3× 1×      | Wiedigsburghalle, Nordhausen Nézőszám: 1700 Játékvezetők: Kurtagic, Wetterwik (SWE) |

### B csoport
| #  | Csapat                  | M | Gy | D | V | G+  | G–  | Gk  | P  |
| -- | ----------------------- | - | -- | - | - | --- | --- | --- | -- |
| 1. | Vardar                  | 6 | 5  | 1 | 0 | 220 | 148 | +72 | 11 |
| 2. | FTC-Rail Cargo Hungaria | 6 | 4  | 1 | 1 | 172 | 154 | +18 | 9  |
| 3. | GK Asztrahanocska       | 6 | 1  | 0 | 5 | 156 | 189 | –33 | 2  |
| 4. | HC Leipzig              | 6 | 1  | 0 | 5 | 139 | 196 | –57 | 2  |

| 2016. október. 14. 20:30 | Vardar    | 27–27       | FTC-Rail Cargo Hungaria  | Jane Sandanski Arena, Szkopje Nézőszám: 4300 Játékvezetők: Alpaidze, Berezkina (RUS) |
| 2016. október. 14. 20:30 | Penezić 8 | (17–14)     | Kovacsics, Szucsánszki 7 | Jane Sandanski Arena, Szkopje Nézőszám: 4300 Játékvezetők: Alpaidze, Berezkina (RUS) |
| 2016. október. 14. 20:30 | 3× 2×     | Jegyzőkönyv | 7× 3× 1×                 | Jane Sandanski Arena, Szkopje Nézőszám: 4300 Játékvezetők: Alpaidze, Berezkina (RUS) |

| 2016. október. 15. 16:00 | GK Asztrahanocska | 27–24       | HC Leipzig     | Sportcomplex Zvezdny, Asztrahán Nézőszám: 3000 Játékvezetők: Panayides, Andreou (CYP) |
| 2016. október. 15. 16:00 | Sziszenova 7      | (13–9)      | Kudłacz-Gloc 7 | Sportcomplex Zvezdny, Asztrahán Nézőszám: 3000 Játékvezetők: Panayides, Andreou (CYP) |
| 2016. október. 15. 16:00 | 3× 3×             | Jegyzőkönyv | 5× 3×          | Sportcomplex Zvezdny, Asztrahán Nézőszám: 3000 Játékvezetők: Panayides, Andreou (CYP) |

| 2016. október. 21. 20:30 | Vardar      | 41–24       | HC Leipzig              | Jane Sandanski Arena, Szkopje Nézőszám: 3500 Játékvezetők: Kurtagic, Wetterwik (SWE) |
| 2016. október. 21. 20:30 | Radičević 6 | (19–14)     | Hubinger, Minevszkaja 5 | Jane Sandanski Arena, Szkopje Nézőszám: 3500 Játékvezetők: Kurtagic, Wetterwik (SWE) |
| 2016. október. 21. 20:30 | 2× 3×       | Jegyzőkönyv | 5× 3×                   | Jane Sandanski Arena, Szkopje Nézőszám: 3500 Játékvezetők: Kurtagic, Wetterwik (SWE) |

| 2016. október. 23. 15:00 | FTC-Rail Cargo Hungaria | 32–23       | GK Asztrahanocska | OBO Aréna, Dabas Nézőszám: 2000 Játékvezetők: Bonaventura, Bonaventura (FRA) |
| 2016. október. 23. 15:00 | Pena 8                  | (15–10)     | Szabirova 8       | OBO Aréna, Dabas Nézőszám: 2000 Játékvezetők: Bonaventura, Bonaventura (FRA) |
| 2016. október. 23. 15:00 | 3× 3×                   | Jegyzőkönyv | 6× 2×             | OBO Aréna, Dabas Nézőszám: 2000 Játékvezetők: Bonaventura, Bonaventura (FRA) |

| 2016. október. 29. 17:00 | GK Asztrahanocska | 26–31       | Vardar     | Sportcomplex Zvezdny, Asztrahán Nézőszám: 3000 Játékvezetők: Kijauskaitė, Žalienė (LTU) |
| 2016. október. 29. 17:00 | Szabirova 8       | (13–14)     | Penezić 10 | Sportcomplex Zvezdny, Asztrahán Nézőszám: 3000 Játékvezetők: Kijauskaitė, Žalienė (LTU) |
| 2016. október. 29. 17:00 | 4× 3×             | Jegyzőkönyv | 4× 4×      | Sportcomplex Zvezdny, Asztrahán Nézőszám: 3000 Játékvezetők: Kijauskaitė, Žalienė (LTU) |

| 2016. október. 29. 17:00 | FTC-Rail Cargo Hungaria | 26–22       | HC Leipzig              | BOK Sportcsarnok, Budapest Nézőszám: 1800 Játékvezetők: Praštalo, Todorović (BIH) |
| 2016. október. 29. 17:00 | Lukács 8                | (12–11)     | Hubinger, Minevszkaja 5 | BOK Sportcsarnok, Budapest Nézőszám: 1800 Játékvezetők: Praštalo, Todorović (BIH) |
| 2016. október. 29. 17:00 | 1× 2×                   | Jegyzőkönyv | 7× 4× 1×                | BOK Sportcsarnok, Budapest Nézőszám: 1800 Játékvezetők: Praštalo, Todorović (BIH) |

| 2016. november. 05. 17:30 | Vardar      | 39–25       | GK Asztrahanocska | Jane Sandanski Arena, Szkopje Nézőszám: 3500 Játékvezetők: Antić, Jakovljević (SRB) |
| 2016. november. 05. 17:30 | Radičević 9 | (18–13)     | Kozsokar 7        | Jane Sandanski Arena, Szkopje Nézőszám: 3500 Játékvezetők: Antić, Jakovljević (SRB) |
| 2016. november. 05. 17:30 | 3×          | Jegyzőkönyv | 3× 2×             | Jane Sandanski Arena, Szkopje Nézőszám: 3500 Játékvezetők: Antić, Jakovljević (SRB) |

| 2016. november. 06. 19:00 | HC Leipzig | 17–30       | FTC-Rail Cargo Hungaria | Arena Leipzig, Lipcse Nézőszám: 1869 Játékvezetők: Arntsen, Røen (NOR) |
| 2016. november. 06. 19:00 | Hubinger 7 | (8–14)      | Szucsánszki 7           | Arena Leipzig, Lipcse Nézőszám: 1869 Játékvezetők: Arntsen, Røen (NOR) |
| 2016. november. 06. 19:00 | 2× 2× 1×   | Jegyzőkönyv | 3× 2×                   | Arena Leipzig, Lipcse Nézőszám: 1869 Játékvezetők: Arntsen, Røen (NOR) |

| 2016. november. 13. 14:00 | HC Leipzig | 30–27       | GK Asztrahanocska | Arena Leipzig, Lipcse Nézőszám: 1490 Játékvezetők: Brehmer, Skowronek (POL) |
| 2016. november. 13. 14:00 | Hubinger 9 | (14–14)     | Szabirova 9       | Arena Leipzig, Lipcse Nézőszám: 1490 Játékvezetők: Brehmer, Skowronek (POL) |
| 2016. november. 13. 14:00 | 3× 3×      | Jegyzőkönyv | 6× 3×             | Arena Leipzig, Lipcse Nézőszám: 1490 Játékvezetők: Brehmer, Skowronek (POL) |

| 2016. november. 13. 15:00 | FTC-Rail Cargo Hungaria | 24–37       | Vardar  | BOK Sportcsarnok, Budapest Nézőszám: 2800 Játékvezetők: Christiansen, Hansen (DEN) |
| 2016. november. 13. 15:00 | három játékos 4         | (12–21)     | Lekić 7 | BOK Sportcsarnok, Budapest Nézőszám: 2800 Játékvezetők: Christiansen, Hansen (DEN) |
| 2016. november. 13. 15:00 | 4× 3×                   | Jegyzőkönyv | 2× 2×   | BOK Sportcsarnok, Budapest Nézőszám: 2800 Játékvezetők: Christiansen, Hansen (DEN) |

| 2016. november. 19. 15:00 | HC Leipzig      | 22–45       | Vardar      | Arena Leipzig, Lipcse Nézőszám: 889 Játékvezetők: Brunovský, Čanda (SVK) |
| 2016. november. 19. 15:00 | Reimer, Weise 5 | (9–22)      | Lacrabère 9 | Arena Leipzig, Lipcse Nézőszám: 889 Játékvezetők: Brunovský, Čanda (SVK) |
| 2016. november. 19. 15:00 | 3× 3×           | Jegyzőkönyv | 3× 2×       | Arena Leipzig, Lipcse Nézőszám: 889 Játékvezetők: Brunovský, Čanda (SVK) |

| 2016. november. 20. 17:00 | GK Asztrahanocska | 28–33       | FTC-Rail Cargo Hungaria | Sportcomplex Zvezdny, Asztrahán Nézőszám: 3500 Játékvezetők: Florescu, Stoia (ROU) |
| 2016. november. 20. 17:00 | Szabirova 11      | (14–14)     | Pena, Szucsánszki 7     | Sportcomplex Zvezdny, Asztrahán Nézőszám: 3500 Játékvezetők: Florescu, Stoia (ROU) |
| 2016. november. 20. 17:00 | 4× 3×             | Jegyzőkönyv | 3× 3×                   | Sportcomplex Zvezdny, Asztrahán Nézőszám: 3500 Játékvezetők: Florescu, Stoia (ROU) |

### C csoport
| #  | Csapat            | M | Gy | D | V | G+  | G–  | Gk  | P  |
| -- | ----------------- | - | -- | - | - | --- | --- | --- | -- |
| 1. | Győri Audi ETO KC | 6 | 5  | 0 | 1 | 174 | 147 | +27 | 10 |
| 2. | CSM București     | 6 | 3  | 0 | 3 | 142 | 145 | –3  | 6  |
| 3. | FC Midtjylland    | 6 | 3  | 0 | 3 | 135 | 150 | –15 | 6  |
| 4. | Rosztov-Don       | 6 | 1  | 0 | 5 | 142 | 151 | –9  | 2  |

| 2016. október. 15. 19:30 | Győri Audi ETO KC | 31–19       | FC Midtjylland | Audi Aréna, Győr Nézőszám: 5017 Játékvezetők: Marin, García (ESP) |
| 2016. október. 15. 19:30 | Løke 8            | (16–7)      | Pedersen 6     | Audi Aréna, Győr Nézőszám: 5017 Játékvezetők: Marin, García (ESP) |
| 2016. október. 15. 19:30 | 2× 3×             | Jegyzőkönyv | 2× 2×          | Audi Aréna, Győr Nézőszám: 5017 Játékvezetők: Marin, García (ESP) |

| 2016. október. 16. 18:00 | CSM București      | 24–21       | Rosztov-Don | Sala Polivalentă, Bukarest Nézőszám: 4164 Játékvezetők: Jurinović, Mrvica (CRO) |
| 2016. október. 16. 18:00 | Isabelle Gulldén 6 | (12–10)     | Iljina 6    | Sala Polivalentă, Bukarest Nézőszám: 4164 Játékvezetők: Jurinović, Mrvica (CRO) |
| 2016. október. 16. 18:00 | 1× 2×              | Jegyzőkönyv | 2× 3×       | Sala Polivalentă, Bukarest Nézőszám: 4164 Játékvezetők: Jurinović, Mrvica (CRO) |

| 2016. október. 22. 16:00 | Rosztov-Don | 27–28       | Győri Audi ETO KC | Palace of Sport " Rostov Don", Rosztov-na-Donu Nézőszám: 3000 Játékvezetők: Brunovský, Čanda (SVK) |
| 2016. október. 22. 16:00 | Vjahireva 8 | (14–12)     | Mørk 8            | Palace of Sport " Rostov Don", Rosztov-na-Donu Nézőszám: 3000 Játékvezetők: Brunovský, Čanda (SVK) |
| 2016. október. 22. 16:00 | 3× 3×       | Jegyzőkönyv | 5× 2×             | Palace of Sport " Rostov Don", Rosztov-na-Donu Nézőszám: 3000 Játékvezetők: Brunovský, Čanda (SVK) |

| 2016. október. 22. 18:30 | FC Midtjylland | 24–21       | CSM București | Ikast-Brande Arena, Ikast Nézőszám: 1785 Játékvezetők: Antić, Jakovljević (SRB) |
| 2016. október. 22. 18:30 | Jensen 5       | (9–10)      | Martín 5      | Ikast-Brande Arena, Ikast Nézőszám: 1785 Játékvezetők: Antić, Jakovljević (SRB) |
| 2016. október. 22. 18:30 | 2× 3×          | Jegyzőkönyv | 1× 2×         | Ikast-Brande Arena, Ikast Nézőszám: 1785 Játékvezetők: Antić, Jakovljević (SRB) |

| 2016. október. 28. 18:00 | CSM București                  | 24–27       | Győri Audi ETO KC | Sala Polivalentă, Bukarest Nézőszám: 4963 Játékvezetők: Brehmer, Skowronek (POL) |
| 2016. október. 28. 18:00 | Isabelle Gulldén, Torstenson 4 | (13–9)      | Bódi 6            | Sala Polivalentă, Bukarest Nézőszám: 4963 Játékvezetők: Brehmer, Skowronek (POL) |
| 2016. október. 28. 18:00 | 4× 3×                          | Jegyzőkönyv | 7× 3×             | Sala Polivalentă, Bukarest Nézőszám: 4963 Játékvezetők: Brehmer, Skowronek (POL) |

| 2016. október. 29. 19:00 | Rosztov-Don | 26–20       | FC Midtjylland          | Palace of Sport " Rostov Don", Rosztov-na-Donu Nézőszám: 3000 Játékvezetők: Kolevski, Krkacev (MKD) |
| 2016. október. 29. 19:00 | Iljina 6    | (13–12)     | Burgaard, Kristiansen 5 | Palace of Sport " Rostov Don", Rosztov-na-Donu Nézőszám: 3000 Játékvezetők: Kolevski, Krkacev (MKD) |
| 2016. október. 29. 19:00 | 2× 4×       | Jegyzőkönyv | 4×                      | Palace of Sport " Rostov Don", Rosztov-na-Donu Nézőszám: 3000 Játékvezetők: Kolevski, Krkacev (MKD) |

| 2016. november. 04. 19:00 | Győri Audi ETO KC | 33–25       | CSM București | Audi Aréna, Győr Nézőszám: 5162 Játékvezetők: Kurtagic, Wetterwik (SWE) |
| 2016. november. 04. 19:00 | Mørk 11           | (11–13)     | Niombla 7     | Audi Aréna, Győr Nézőszám: 5162 Játékvezetők: Kurtagic, Wetterwik (SWE) |
| 2016. november. 04. 19:00 | 4× 2×             | Jegyzőkönyv | 5× 3×         | Audi Aréna, Győr Nézőszám: 5162 Játékvezetők: Kurtagic, Wetterwik (SWE) |

| 2016. november. 06. 16:15 | FC Midtjylland | 25–23       | Rosztov-Don | Ikast-Brande Arena, Ikast Nézőszám: 2250 Játékvezetők: Mitrović, Vešović (MNE) |
| 2016. november. 06. 16:15 | Jørgensen 8    | (13–10)     | Vjahireva 6 | Ikast-Brande Arena, Ikast Nézőszám: 2250 Játékvezetők: Mitrović, Vešović (MNE) |
| 2016. november. 06. 16:15 | 2× 3×          | Jegyzőkönyv | 2× 3×       | Ikast-Brande Arena, Ikast Nézőszám: 2250 Játékvezetők: Mitrović, Vešović (MNE) |

| 2016. november. 11. 19:00 | Rosztov-Don     | 20–22       | CSM București      | Palace of Sport " Rostov Don", Rosztov-na-Donu Nézőszám: 2300 Játékvezetők: Arntsen, Røen (NOR) |
| 2016. november. 11. 19:00 | három játékos 4 | (11–10)     | Isabelle Gulldén 8 | Palace of Sport " Rostov Don", Rosztov-na-Donu Nézőszám: 2300 Játékvezetők: Arntsen, Røen (NOR) |
| 2016. november. 11. 19:00 | 2× 3×           | Jegyzőkönyv | 3×                 | Palace of Sport " Rostov Don", Rosztov-na-Donu Nézőszám: 2300 Játékvezetők: Arntsen, Røen (NOR) |

| 2016. november. 12. 15:15 | FC Midtjylland | 27–23       | Győri Audi ETO KC | Ikast-Brande Arena, Ikast Nézőszám: 1981 Játékvezetők: Jurinović, Mrvica (CRO) |
| 2016. november. 12. 15:15 | Jørgensen 8    | (15–10)     | Broch 6           | Ikast-Brande Arena, Ikast Nézőszám: 1981 Játékvezetők: Jurinović, Mrvica (CRO) |
| 2016. november. 12. 15:15 | 2× 3×          | Jegyzőkönyv | 3× 2×             | Ikast-Brande Arena, Ikast Nézőszám: 1981 Játékvezetők: Jurinović, Mrvica (CRO) |

| 2016. november. 19. 16:00 | Győri Audi ETO KC | 32–25       | Rosztov-Don | Audi Aréna, Győr Nézőszám: 5207 Játékvezetők: Bonaventura, Bonaventura (FRA) |
| 2016. november. 19. 16:00 | Görbicz 7         | (15–12)     | Barbosa 5   | Audi Aréna, Győr Nézőszám: 5207 Játékvezetők: Bonaventura, Bonaventura (FRA) |
| 2016. november. 19. 16:00 | 1× 3×             | Jegyzőkönyv | 5× 3×       | Audi Aréna, Győr Nézőszám: 5207 Játékvezetők: Bonaventura, Bonaventura (FRA) |

| 2016. november. 20. 17:00 | CSM București      | 26–20       | FC Midtjylland        | Sala Polivalentă, Bukarest Nézőszám: 5000 Játékvezetők: Opava, Válek (CZE) |
| 2016. november. 20. 17:00 | Isabelle Gulldén 5 | (12–9)      | Burgaard, Jørgensen 6 | Sala Polivalentă, Bukarest Nézőszám: 5000 Játékvezetők: Opava, Válek (CZE) |
| 2016. november. 20. 17:00 | 3×                 | Jegyzőkönyv | 4× 1×                 | Sala Polivalentă, Bukarest Nézőszám: 5000 Játékvezetők: Opava, Válek (CZE) |

### D csoport
| #  | Csapat       | M | Gy | D | V | G+  | G–  | Gk  | P |
| -- | ------------ | - | -- | - | - | --- | --- | --- | - |
| 1. | Krim         | 6 | 4  | 0 | 2 | 168 | 165 | +3  | 8 |
| 2. | Team Esbjerg | 6 | 3  | 0 | 3 | 164 | 151 | +13 | 6 |
| 3. | Larvik HK    | 6 | 3  | 0 | 3 | 174 | 170 | +4  | 6 |
| 4. | IK Sävehof   | 6 | 2  | 0 | 4 | 150 | 170 | –20 | 4 |

| 2016. október. 15. 14:00 | Team Esbjerg       | 35–25       | Krim          | Blue Water Dokken, Esbjerg Nézőszám: 2022 Játékvezetők: Kijauskaitė, Žalienė (LTU) |
| 2016. október. 15. 14:00 | van der Heijden 11 | (17–11)     | Bajramoszka 6 | Blue Water Dokken, Esbjerg Nézőszám: 2022 Játékvezetők: Kijauskaitė, Žalienė (LTU) |
| 2016. október. 15. 14:00 | 1× 2×              | Jegyzőkönyv | 3× 3×         | Blue Water Dokken, Esbjerg Nézőszám: 2022 Játékvezetők: Kijauskaitė, Žalienė (LTU) |

| 2016. október. 15. 18:30 | Larvik HK    | 22–25       | IK Sävehof        | Arena Larvik, Larvik Nézőszám: 1722 Játékvezetők: Florescu, Stoia (ROU) |
| 2016. október. 15. 18:30 | Riegelhuth 6 | (15–11)     | Ekenman-Fernis 11 | Arena Larvik, Larvik Nézőszám: 1722 Játékvezetők: Florescu, Stoia (ROU) |
| 2016. október. 15. 18:30 | 2× 3×        | Jegyzőkönyv | 3× 3×             | Arena Larvik, Larvik Nézőszám: 1722 Játékvezetők: Florescu, Stoia (ROU) |

| 2016. október. 23. 15:00 | IK Sävehof      | 20–25       | Team Esbjerg      | Partillebohallen, Partille Nézőszám: 1835 Játékvezetők: Horváth, Marton (HUN) |
| 2016. október. 23. 15:00 | három játékos 4 | (10–15)     | van der Heijden 9 | Partillebohallen, Partille Nézőszám: 1835 Játékvezetők: Horváth, Marton (HUN) |
| 2016. október. 23. 15:00 | 4× 3×           | Jegyzőkönyv | 4× 2×             | Partillebohallen, Partille Nézőszám: 1835 Játékvezetők: Horváth, Marton (HUN) |

| 2016. október. 23. 16:15 | Krim            | 24–22       | Larvik HK    | Arena Stožice, Ljubljana Nézőszám: 1500 Játékvezetők: Brehmer, Skowronek (POL) |
| 2016. október. 23. 16:15 | három játékos 5 | (10–13)     | Riegelhuth 6 | Arena Stožice, Ljubljana Nézőszám: 1500 Játékvezetők: Brehmer, Skowronek (POL) |
| 2016. október. 23. 16:15 | 5× 3×           | Jegyzőkönyv | 4× 2×        | Arena Stožice, Ljubljana Nézőszám: 1500 Játékvezetők: Brehmer, Skowronek (POL) |

| 2016. október. 30. 16:50 | Team Esbjerg      | 24–31       | Larvik HK    | Blue Water Dokken, Esbjerg Nézőszám: 2512 Játékvezetők: Brunovský, Čanda (SVK) |
| 2016. október. 30. 16:50 | Ingstad, Polman 4 | (13–14)     | Riegelhuth 8 | Blue Water Dokken, Esbjerg Nézőszám: 2512 Játékvezetők: Brunovský, Čanda (SVK) |
| 2016. október. 30. 16:50 | 1× 3×             | Jegyzőkönyv | 3× 3×        | Blue Water Dokken, Esbjerg Nézőszám: 2512 Játékvezetők: Brunovský, Čanda (SVK) |

| 2016. október. 29. 17:00 | Krim    | 32–29       | IK Sävehof | Arena Stožice, Ljubljana Nézőszám: 1800 Játékvezetők: Kaveshnikov, Plotnikov (RUS) |
| 2016. október. 29. 17:00 | Benko 8 | (20–10)     | Roberts 8  | Arena Stožice, Ljubljana Nézőszám: 1800 Játékvezetők: Kaveshnikov, Plotnikov (RUS) |
| 2016. október. 29. 17:00 | 3× 2×   | Jegyzőkönyv | 2× 4×      | Arena Stožice, Ljubljana Nézőszám: 1800 Játékvezetők: Kaveshnikov, Plotnikov (RUS) |

| 2016. november. 05. 16:00 | IK Sävehof       | 26–24       | Krim       | Partillebohallen, Partille Nézőszám: 1212 Játékvezetők: Leandersson, Lindroos (FIN) |
| 2016. november. 05. 16:00 | Roberts, Rombo 6 | (12–11)     | Omoregie 8 | Partillebohallen, Partille Nézőszám: 1212 Játékvezetők: Leandersson, Lindroos (FIN) |
| 2016. november. 05. 16:00 | 3× 3×            | Jegyzőkönyv | 4× 2×      | Partillebohallen, Partille Nézőszám: 1212 Játékvezetők: Leandersson, Lindroos (FIN) |

| 2016. november. 05. 18:30 | Larvik HK    | 30–29       | Team Esbjerg  | Arena Larvik, Larvik Nézőszám: 1122 Játékvezetők: Marín, García (ESP) |
| 2016. november. 05. 18:30 | Riegelhuth 9 | (15–17)     | Vestergaard 7 | Arena Larvik, Larvik Nézőszám: 1122 Játékvezetők: Marín, García (ESP) |
| 2016. november. 05. 18:30 | 3× 2× 1×     | Jegyzőkönyv | 6× 2×         | Arena Larvik, Larvik Nézőszám: 1122 Játékvezetők: Marín, García (ESP) |

| 2016. november. 12. 15:30 | Krim       | 27–22       | Team Esbjerg      | Arena Stožice, Ljubljana Nézőszám: 1700 Játékvezetők: Antić, Jakovljević (SRB) |
| 2016. november. 12. 15:30 | Omoregie 7 | (13–13)     | van der Heijden 5 | Arena Stožice, Ljubljana Nézőszám: 1700 Játékvezetők: Antić, Jakovljević (SRB) |
| 2016. november. 12. 15:30 | 3× 3×      | Jegyzőkönyv | 3×                | Arena Stožice, Ljubljana Nézőszám: 1700 Játékvezetők: Antić, Jakovljević (SRB) |

| 2016. november. 13. 15:00 | IK Sävehof | 32–38       | Larvik HK   | Partillebohallen, Partille Nézőszám: 1210 Játékvezetők: Vranes, Wenninger (AUT) |
| 2016. november. 13. 15:00 | Sand 8     | (14–21)     | Kurtović 11 | Partillebohallen, Partille Nézőszám: 1210 Játékvezetők: Vranes, Wenninger (AUT) |
| 2016. november. 13. 15:00 | 2× 3×      | Jegyzőkönyv | 5× 2× 1×    | Partillebohallen, Partille Nézőszám: 1210 Játékvezetők: Vranes, Wenninger (AUT) |

| 2016. november. 19. 18:30 | Larvik HK             | 31–36       | Krim       | Arena Larvik, Larvik Nézőszám: 1802 Játékvezetők: Horváth, Marton (HUN) |
| 2016. november. 19. 18:30 | Frafjord, Kurtović 10 | (14–17)     | Omoregie 7 | Arena Larvik, Larvik Nézőszám: 1802 Játékvezetők: Horváth, Marton (HUN) |
| 2016. november. 19. 18:30 | 2× 3×                 | Jegyzőkönyv | 6× 3× 1×   | Arena Larvik, Larvik Nézőszám: 1802 Játékvezetők: Horváth, Marton (HUN) |

| 2016. november. 20. 15:00 | Team Esbjerg | 29–18       | IK Sävehof       | Blue Water Dokken, Esbjerg Nézőszám: 2291 Játékvezetők: Vujacic, Kazanegra (MNE) |
| 2016. november. 20. 15:00 | Karlsson 7   | (15–9)      | Ekenman-Fernis 8 | Blue Water Dokken, Esbjerg Nézőszám: 2291 Játékvezetők: Vujacic, Kazanegra (MNE) |
| 2016. november. 20. 15:00 | 3× 3×        | Jegyzőkönyv | 4× 3×            | Blue Water Dokken, Esbjerg Nézőszám: 2291 Játékvezetők: Vujacic, Kazanegra (MNE) |